# Küchenschreiber
Der Küchenschreiber, auch Küchen-Schreiber, führte die Rechnungen über das zum Zweck der Küche ausgegebene Geld. Benötigte Gelder empfing er vom Hofmarschall, vom Küchenmeister, vom Hofrentmeister oder dem Hofzahlmeister. Er wandte die Gelder entweder selbst zum Kauf von Viktualien auf und lieferte diese dem Hofspeisemeister oder erhielt die darüber geführten Rechnungen, wenn dieser Lebensmittel von den Hoflieferanten bekommen hatte. Die Buchführung des Küchenschreibers diente dem Hofmarschall zur Übersicht über die Aufwendungen für die Verköstigung des Hofes. 
Bei kleinen Hofhaltungen vertrat der Küchenschreiber die Stelle des Küchenmeisters.
Am österreichischen Kaiserhof war der Küchenschreiber ein Protokollbeamter über den Meisterköchen, in der Hofküche gleichrangig mit dem Mundkoch und dem Küchentürhüter. Alle drei unterstanden dem Hofkücheninspektor.